# مقاطعة ميلز (آيوا)
مقاطعة ميلز (بالإنجليزية: Mills County)‏ هي إحدى مقاطعات ولاية آيوا في الولايات المتحدة الأمريكية.